# Norrtäljeleden
Norrtäljeleden är en farled som leder genom Norrtäljeviken in till Norrtälje.
Farleden ansluter till Simpnäsleden vid Räfsnäs på Rådmansö och går in i Norrtäljeviken vid Gräddö där även farleden upp till Väddö kanal börjar. Leddjupet är 7 meter.